# Potentilla pulviniformis
Potentilla pulviniformis är en rosväxtart som beskrevs av A.P. Khokhryakov. Potentilla pulviniformis ingår i Fingerörtssläktet som ingår i familjen rosväxter. Inga underarter finns listade i Catalogue of Life.